# Collegio Capizzi

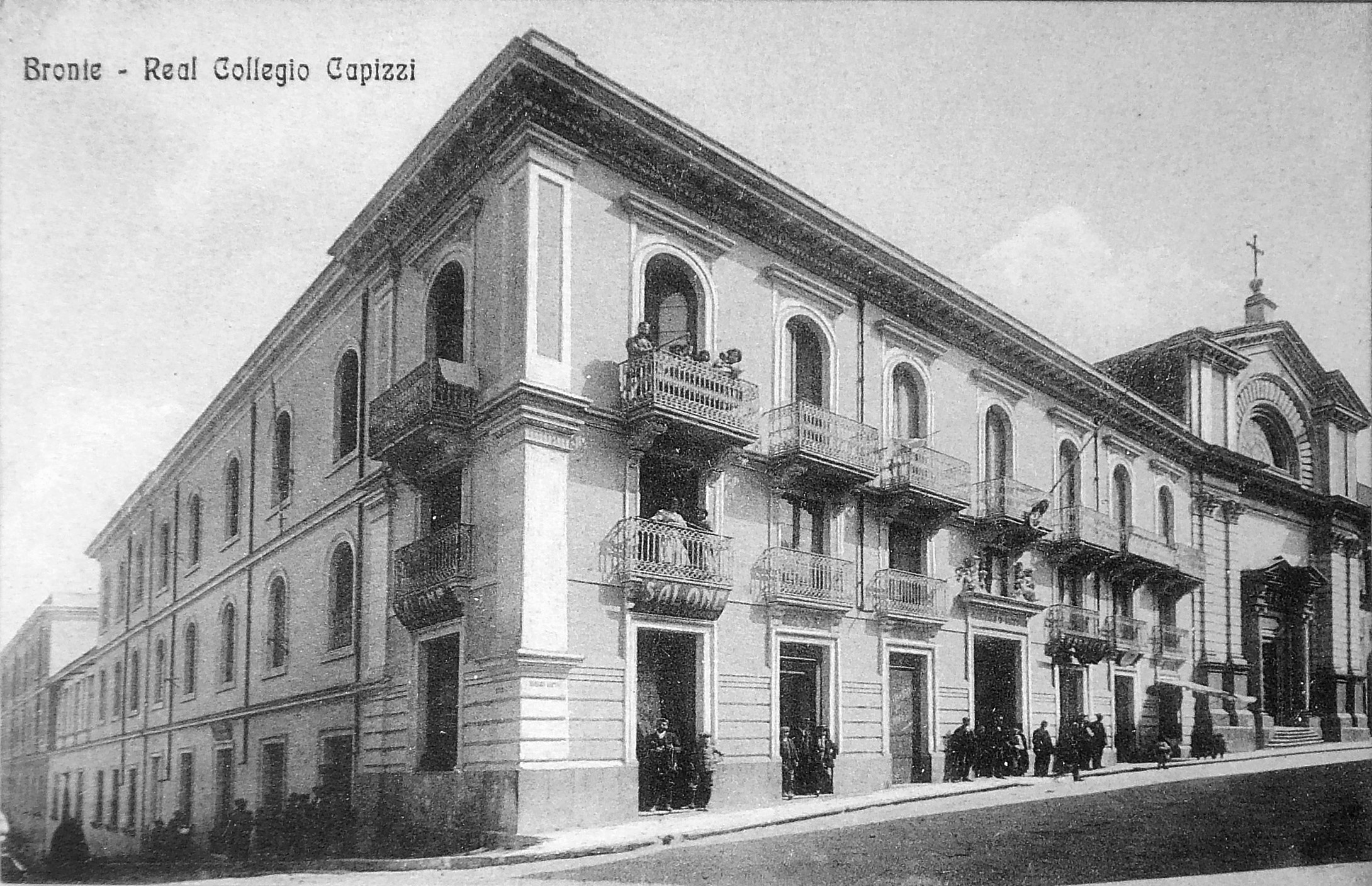
Der neue Flügel des Collegio Capizzi, rechts die Herz-Jesu-Kirche, um 1920

Der Real Collegio Capizzi („Königliches Capizzi-Kolleg“) ist eine ehemalige von Ignazio Capizzi gegründete, 1778 eröffnete Bildungsanstalt in der sizilianischen Stadt Bronte in Italien. In seiner Blütezeit bis 1861 war das Kolleg ein wichtiges kulturelles Zentrum auf Sizilien, 1926 wurde es aufgelöst. Heute beherbergt der Gebäudekomplex ein Gymnasium und ein pädagogisches Institut. Zwischen dem alten und dem neuen Flügel steht die Herz-Jesu-Kirche, in welcher der Gründer begraben ist. 2010 wurde im westlichen Teil die Pinacoteca Nunzio Sciavarrello eröffnet.

## Geschichte
Bronte war im 18. Jahrhundert Eigengut des Großen und Neuen Spitals (Ospedale Grande e Nuovo) zu Palermo und verfügte über keine Schulen. Die meisten, weitgehend rechtlosen Einwohner, waren Analphabeten, in der Regel war es Angehörigen der Oberschicht vorbehalten, in den Großstädten Catania oder Palermo zu studieren. Ignazio Capizzi (1708–1783), der in einfachen Verhältnissen in Bronte geboren und aufgewachsen war, hatte erst mit 10 Jahren bei einem lokalen Priester eine rudimentäre Bildung erlangt und nur unter großen Opfern seiner Mutter und seiner selbst Theologie studieren können. Mit aufklärerisch-religiösem Eifer durchstreifte er als Volksprediger das Land und gründete und führte Schulen. Sein Opus magnum sollte gegen Ende seines Lebens die Errichtung einer Schule in seiner Heimatstadt Bronte werden. Schon 1760 äußerte er diesen Wunsch ein erstes Mal, 1773 bat er König Ferdinand III. um finanzielle Unterstützung und ließ ein Grundstück im Stadtzentrum aufkaufen. Am 1. Mai 1774 begannen die Bauarbeiten. Am 7. September 1777 gewährte der König dem neuen Kolleg 200 Unzen jährlich, woran noch heute eine Inschrift erinnert: A DOMINO FACTUM EST ISTUD, ET EST MIRABILE OCULIS NOSTRIS / REX DOTAVIT, POPULUS AEDIFICAVIT („Dies ist von Gott gemacht und bietet sich unseren Augen wundervoll dar. Der König hat es gestiftet, das Volk hat es gebaut.“)  
Am 15. Oktober 1778 wurde das Kolleg im Beisein der ersten 37 Schüler feierlich eröffnet. Es umfasste neben den Schulzimmern auch Dormitorien, ein Refektorium, eine Bibliothek und eine kleine Kapelle. Capizzi, der nur selten nach Bronte kam und den Fortgang seines Kollegs persönlich in Augenschein nahm, starb 1783 in Palermo. Indessen nahm die Schülerzahl schnell zu: 1796 zählte man bereits 195 Schüler, die vornehmlich aus begüterten Familien stammten, und das Kolleg wurde zur wichtigsten Bildungsstätte der Region. Sein Fächerkanon widerspiegelte die Ideen der Aufklärung und wurde laufend erweitert: Schon zu Beginn wurden die Schüler nicht nur in Lesen und Schreiben, sondern auch in Humanität, Rhetorik, Philosophie und Theologie (Dogmatik und Moral) unterrichtet. 1837 wurden Italienisch, 1850 italienische Literatur, Geografie, Eloquenz und Französisch, 1854 Mathematik und Kalligrafie als eigene Fächer eingeführt.
Mit der Ausrufung des Königreichs Italien 1861 begann der Verfall des Kollegs. Jede Gemeinde erhielt nun eine eigene öffentliche Schule und die rigide katholische Disziplin galt als veraltet und schreckte potentielle Zöglinge ab. Bereits auf das Schuljahr 1863/64 hin sank die Schülerzahl auf 134, 1883 gab es nur noch 50 Schüler. Die Studiengebühren mussten zudem laufend erhöht werden, was die Attraktivität weiter senkte. Am 24. März 1926 wurde das Kolleg per Dekret aufgelöst und in ein staatliches humanistisches Gymnasium (liceo classico) umgewandelt, das nach Capizzi benannt ist. Ferner wurde in den Räumlichkeiten ein Ausbildungsinstitut für Grundschullehrer untergebracht.
In seiner nahezu 150-jährigen Geschichte brachte das Kolleg zahlreiche spätere Geistliche, Politiker, Akademiker und Künstler hervor. Sein bekanntester Schüler war der Schriftsteller Luigi Capuana aus Mineo, der hier ab 1851 studierte. In seiner Studienzeit veröffentlichte er sein erstes Sonett und erhielt von Pater Gesualdo De Luca, der ihn zur Lektüre der italienischen Klassiker anregte, wesentliche literarische Impulse. Aufgrund seiner angegriffenen Gesundheit verließ Capuana das Kolleg 1855 wieder und kehrte nach Mineo zurück, wo er sich autodidaktisch weiterbildete.

## Architektur

### Baubeschrieb
Der Collegio Capizzi hat gemessen an den umliegenden Gebäuden monumentale Dimensionen. Er erhebt sich auf einem quadratischen Grundriss und umschließt in seiner heutigen Form vier Innenhöfe. Der älteste, rechte Flügel im Stil des Rokoko wurde in den 1770er Jahren nach Plänen von Salvatore Marvuglia gebaut. Er hat drei Stockwerke, wobei das unterste ein Souterrain ist, in dem sich Turnhalle, Küche, Waschküche und Stallungen befanden. Die Hauptfassade an der Via Umberto hat zwei Portale. Gesimse und Ecklisene sind aus Lavastein gefertigt, in den ornamentale Motive eingemeißelt sind. Über dem auskragenden Dachgesims schließt eine als Scheinbalustrade gestaltete Attika den Bau ab. Festons, Kartuschen und Muschelwerk runden das spätbarocke Gepräge ab.
Der klassizistisch-nüchtern gestaltete linke Flügel wurde 1892 auf Geheiß des Rektors Giuseppe Prestianni angebaut und war von Anfang an nicht für schulische Zwecke, sondern zur Unterbringung von Mietwohnungen und Geschäften gedacht. So sollten dem bereits im Niedergang befindlichen Kolleg neue Einnahmequellen erschlossen werden.

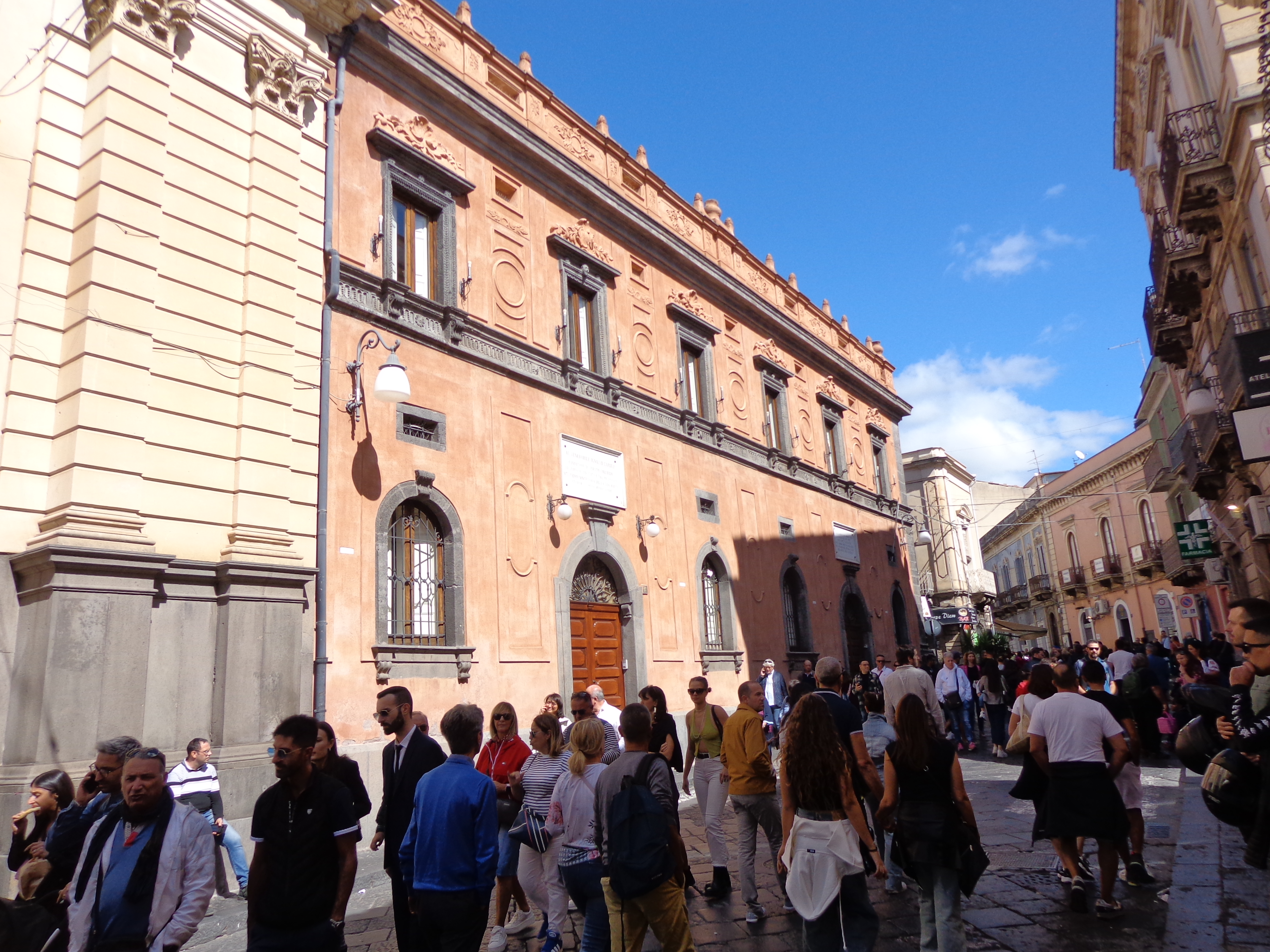
alter, rechter Flügel aus dem 18. Jahrhundert
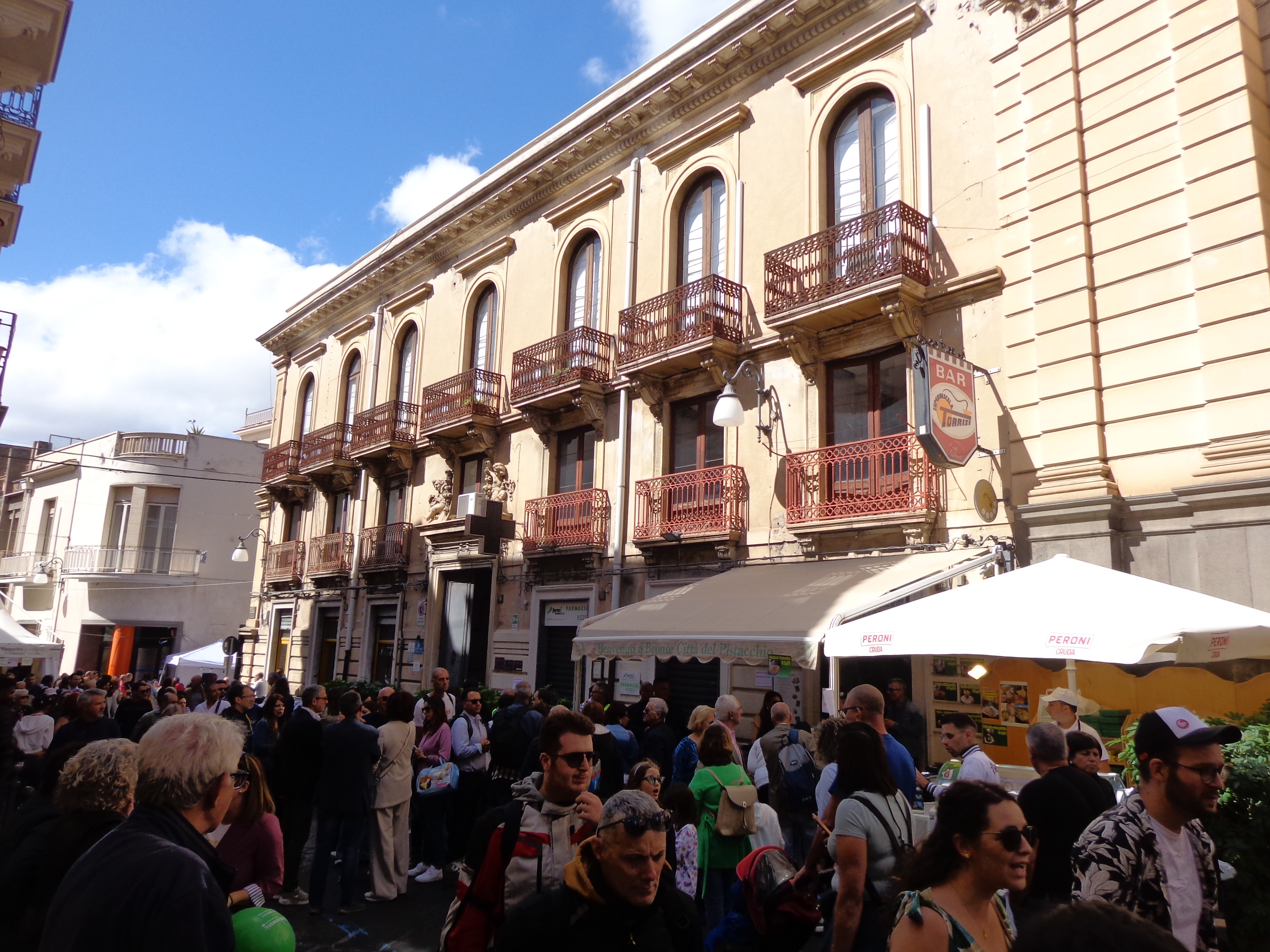
neuerer, linker Flügel von 1892

### Innenausstattung
Die hauseigene Bibliothek enthält wertvolle alte Drucke. Die Stiftung „Real Collegio Capizzi“ ist im Besitz eines Selbstbildnisses von Nicola Spedalieri und einem Gemälde des lokalen Malers Agostino Attinà (1841–1893), das wichtige Männer aus Bronte zeigt. Im Konferenzraum steht ein Spinett von 1679, das einst Spedalieri gehörte.

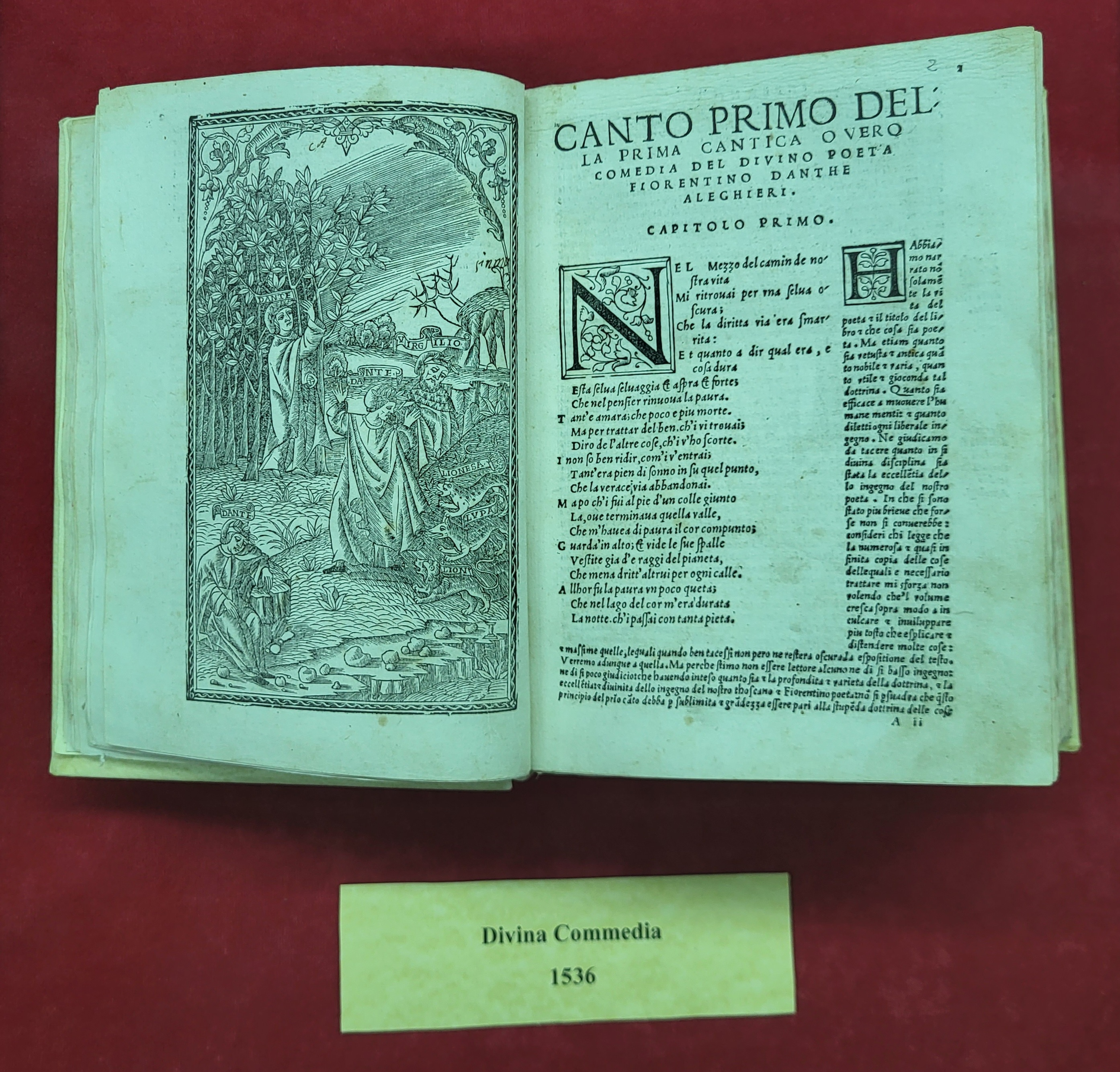
Alter Druck von Dantes Divina Commedia aus dem Jahr 1536, ausgestellt in der Bibliothek
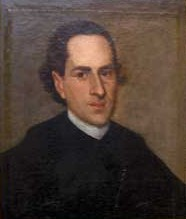
Selbstbildnis von Nicola Spedalieri, 1777, 1883 dem Kolleg geschenkt

### Pinacoteca Nunzio Sciavarrello
Seit 2010 ist im Collegio Capizzi die Privatsammlung des Bronteser Malers Nunzio Sciavarrello, die dieser 2001 der Gemeinde Bronte geschenkt hat, öffentlich ausgestellt. Sie enthält Gemälde bedeutender italienischer Künstler und Künstlerinnen des 20. Jahrhunderts wie Filippo Scroppo, Carlo Levi, Ernesto Treccani, Emilio Greco, Remo Brindisi, Mirella Bentivoglio, Carla Accardi und Pietro Annigoni.

### Herz-Jesu-Kirche
Zwischen dem alten und dem neuen Flügel steht die 1907–1914 errichtete Chiesa del Sacro Cuore, in der seit 1994 die sterblichen Überreste von Capizzi ruhen. Sein Grabmal wurde 1993 von Ivo Celeschi geschaffen.

## Schüler
- Francesco Franco (1795–1861), Dichter und Geistlicher aus San Salvatore di Fitalia
- Antonino De Luca (1805–1883), Bischof und Kardinal aus Bronte
- Mariano Palermo (1825–1903), Bischof aus Maletto
- Luigi Capuana (1839–1915), Schriftsteller des Verismus aus Mineo
- Enrico Cimbali (1855–1887), sozialistischer Jurist aus Bronte
- Vincenzo Luigi Saitta (1876–1957), Anwalt und Politiker aus Bronte